# Feketevág
Feketevág (szlovákul: Čierny Váh) Királylehota község része Szlovákiában, a Zsolnai kerület Liptószentmiklósi járásában.

## Fekvése

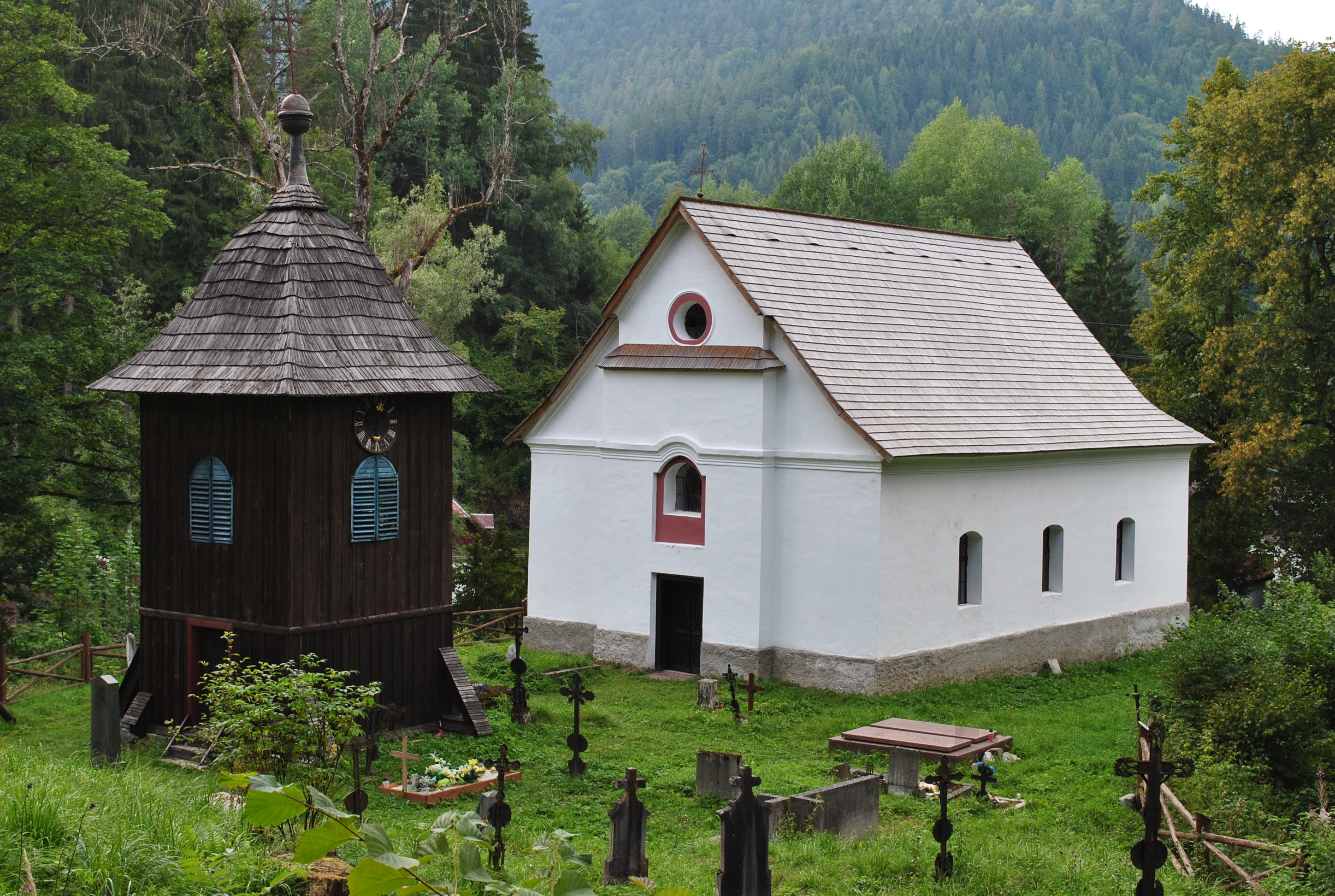
A katolikus templom

Királylehotától 12 km-re keletre, a Fekete-Vág partján fekvő település.

## Története
1808-ban említik először, azonban csak a feketevági vízmű elkészülte után vált ismertté. Lakosai a 19. század végéig a Fekete-Vágon és mellékfolyóin a környező erdőkben kivágott fát úsztatták le. A település a 19. században Királylehota része lett.

## Nevezetességei
- Itt működik ma Szlovákia legnagyobb szivattyús vízműve. A vízmű a Fekete-Vág vizét mintegy 2 km hosszúságban egészen Feketevág településig duzzasztja fel.
- A festői környezetben fekvő település az Alacsony-Tátrai Nemzeti Park területére vezető turistautak kiindulópontja.

## Külső hivatkozások
- Magyar nyelvű ismertető
- Feketevág Szlovákia térképén

## Lásd még
- Királylehota